# Moscosoara
× Moscosoara, (abreviado Mscra) en el comercio, es un híbrido intergenérico entre los géneros de orquídeas Broughtonia × Epidendrum × Laeliopsis. Fue publicado en Orchid Rev.  77(915, noh): 2 (1969).